# Îlet Lavigne
L'Îlet Lavigne est une île inhabitée de Martinique, une des îlets du François, appartenant administrativement à Le François.

## Géographie
De forme triangulaire, l'îlet est un site protégé. 

## Histoire
Ilet issu de la chaîne volcanique sous-marine de Vauclin-Pitaul daté du miocène moyen, il est comme les îlets Frégate, Long, Oscar et Thierry, protégé par un arrêté de protection de biotope depuis 2003. Il 
est inscrit par l’arrêté ministériel du 28 juillet 2007, avec les îlets Lapins et Pelé.